# ژول روا
ژول روا (به فرانسوی: Jules Roy) نویسنده قرن بیستم میلادی اهل فرانسه است.